# Polarkreis

Polarkreise

Polarkreise nennt man die besonderen Breitenkreise der Erde auf 66° 33′ 55″ (66,565°) nördlicher und südlicher Breite, auf denen die Sonne an den beiden Tagen der Sonnenwende gerade nicht mehr auf- bzw. untergeht. Ihr Radius entspricht dem axialen Abstand der Wendekreise vom Äquator.

## Alte Kenntnis
Bekannt war der Polarkreis bereits im antiken Griechenland: Pytheas berichtete im vierten Jahrhundert v. Chr. von der Mitternachtssonne, und Eratosthenes schrieb ein Jahrhundert später über die Polarkreise. Im mittelalterlichen Europa wurden die Polarkreise auf der Cantino-Planisphäre von 1500 eingezeichnet.

## Lage

Nördlicher Polarkreis
- Video: Der nördliche Polarkreis

Die Polarkreise begrenzen die Polargebiete. Ihre Lage ergibt sich aus der Neigung der Erdachse gegenüber der Senkrechten zur Ekliptik von derzeit 23,43° (23° 26′ 10″). Der Abstand der Polarkreise zum näheren Pol beträgt 2616 km und zum Äquator 7386 km. Ihre Länge beträgt 15.996,3 km.
Da sich die Neigung der Erdachse langsam ändert (Schiefe der Ekliptik), verlagern sich auch die Polarkreise. Zurzeit nähern sie sich den Polen um etwa durchschnittlich 14,5 m pro Jahr.
Im Januar 2021 lagen die Polarkreise auf etwa 66° 33′ 48,43″ nördlicher bzw. südlicher Breite.

## Bedeutung
Am Polarkreis geht die Sonne am Tag der Sommersonnenwende gerade nicht unter. Diese Erscheinung, die Mitternachtssonne genannt wird, fällt auf der Nordhalbkugel meist auf den 21. Juni und auf der Südhalbkugel auf den 21. oder 22. Dezember. Der Johannistag am 24. Juni ist auch mit Festen zur Sommersonnenwende verbunden.
Am Tag der Wintersonnenwende geht die Sonne am Polarkreis gerade nicht auf. Das ist der Tag, an dem auf der anderen Erdhalbkugel die Sommersonnenwende ist.
Wegen der Lichtbrechung in der Erdatmosphäre (siehe astronomische Refraktion) kommt es nicht nur genau auf dem Polarkreis, sondern auch etwas polferner (ab etwa ± 65,96° Breite) zu der Erscheinung, dass die Sonne an einem Tag im Jahr nicht untergeht.
Entsprechendes gilt zur Wintersonnenwende. Wegen der astronomischen Refraktion muss man hier allerdings noch etwas polnäher sein, um keinen Sonnenaufgang mehr zu sehen:
- ab etwa ±67,16° Breite kommt nur noch die halbe Sonnenscheibe über den Horizont
- ab etwa ±67,41° Breite kommt nicht einmal mehr der obere Sonnenrand über den Horizont. Zu diesem Zeitpunkt ist es allerdings hell-dämmrig wie kurz vor Sonnenauf- oder -untergang, denn die Sonne steht nur knapp unter dem Horizont.

Je näher man dem Pol kommt, umso tiefer unterhalb des Horizonts befindet sich die Sonne:
- ab etwa ±73,2° Breite ist es ständig zu dunkel zum Zeitunglesen, weil nicht einmal mehr die bürgerliche Dämmerung erreicht wird.
- ab etwa ±79,2° Breite sind ständig die hellsten Sterne zu sehen
- ab etwa ±85,2° Breite gelangt auch kein Dämmerschein der Sonne mehr zum Standort.

Während zivile Bevölkerung am nördlichen Polarkreis und auf Spitzbergen auch weit darüber hinaus lebt (über 78° nördlicher Breite), gibt es keine Zivilbevölkerung in der Nähe oder südlich des südlichen Polarkreises. Der südlichste zivile Ort der Erde, die argentinische Esperanza-Station, liegt bei 63° 23’ südlicher Breite; das entspricht ungefähr der Polnähe von Trondheim in Mittelnorwegen.

## Polarnacht und Polartag

Polar- und Wendekreise

Gebiete innerhalb des Polarkreises überschreiten nicht jeden Tag die Tag-Nacht-Grenze. Daher kommt es hier zur Polarnacht, d. h. im Winter geht dort für mindestens einen Tag (mit zunehmender Breite länger) die Sonne nicht auf.
Ein halbes Jahr später kommt es an denselben Orten zum Polartag: Im Sommer scheint für die gleiche Anzahl von Tagen die Mitternachtssonne, d. h. die Sonne geht nicht unter.
In der Polarnacht bleibt es innerhalb der Polarkreise aber nicht notwendigerweise dunkel, da weitere Faktoren zu berücksichtigen sind:
- Wegen der Refraktion (Lichtbrechung in der Erdatmosphäre) scheint die Sonne in Horizontnähe deutlich höher zu stehen, als sie in Wirklichkeit ist, kann damit also trotz „theoretischer“ Polarnacht vollständig aufgehen.

Des Weiteren hat der Effekt zur Folge, dass die Mitternachtssonne zur Sommersonnenwende auch einige wenige Kilometer äquatorwärts von den Polarkreisen gesehen werden kann und direkt am Polarkreis etwas länger als einen Tag anhält. Insofern dauert der Polartag überall einige Tage länger als die Polarnacht. So gibt es etwa in der norwegischen Stadt Bodø, einige Kilometer nördlich des Polarkreises zwar einen Polartag, aber keine Polarnacht.
- Die Sonnenscheibe kann teilweise aufgehen, sie steigt nur nicht vollständig über den Horizont.
- Wenn die Sonne nur wenig unter dem Horizont bleibt, herrscht Dämmerung. Auf dem europäischen Festland ist die Polarnacht daher nirgends so dunkel, dass die Sterne durchgehend zu sehen sind.

## Touristische Marken in Sibirien, Skandinavien, Island und Nordamerika

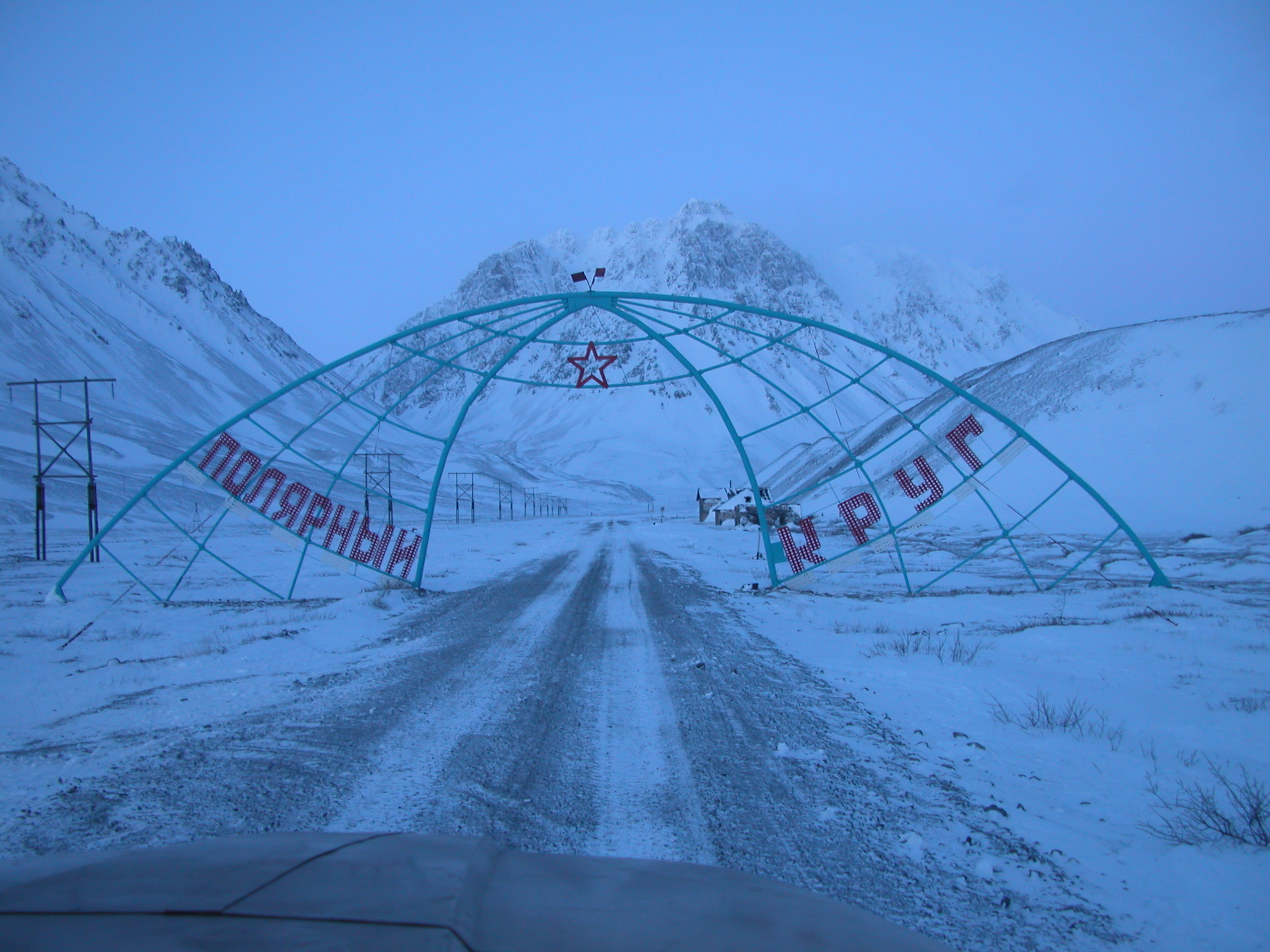
Tschuktschen-Halbinsel
Juoksenki, E 8
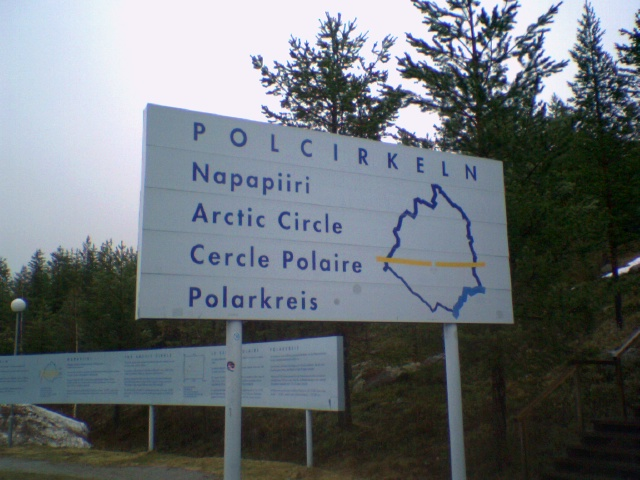
Jokkmokk
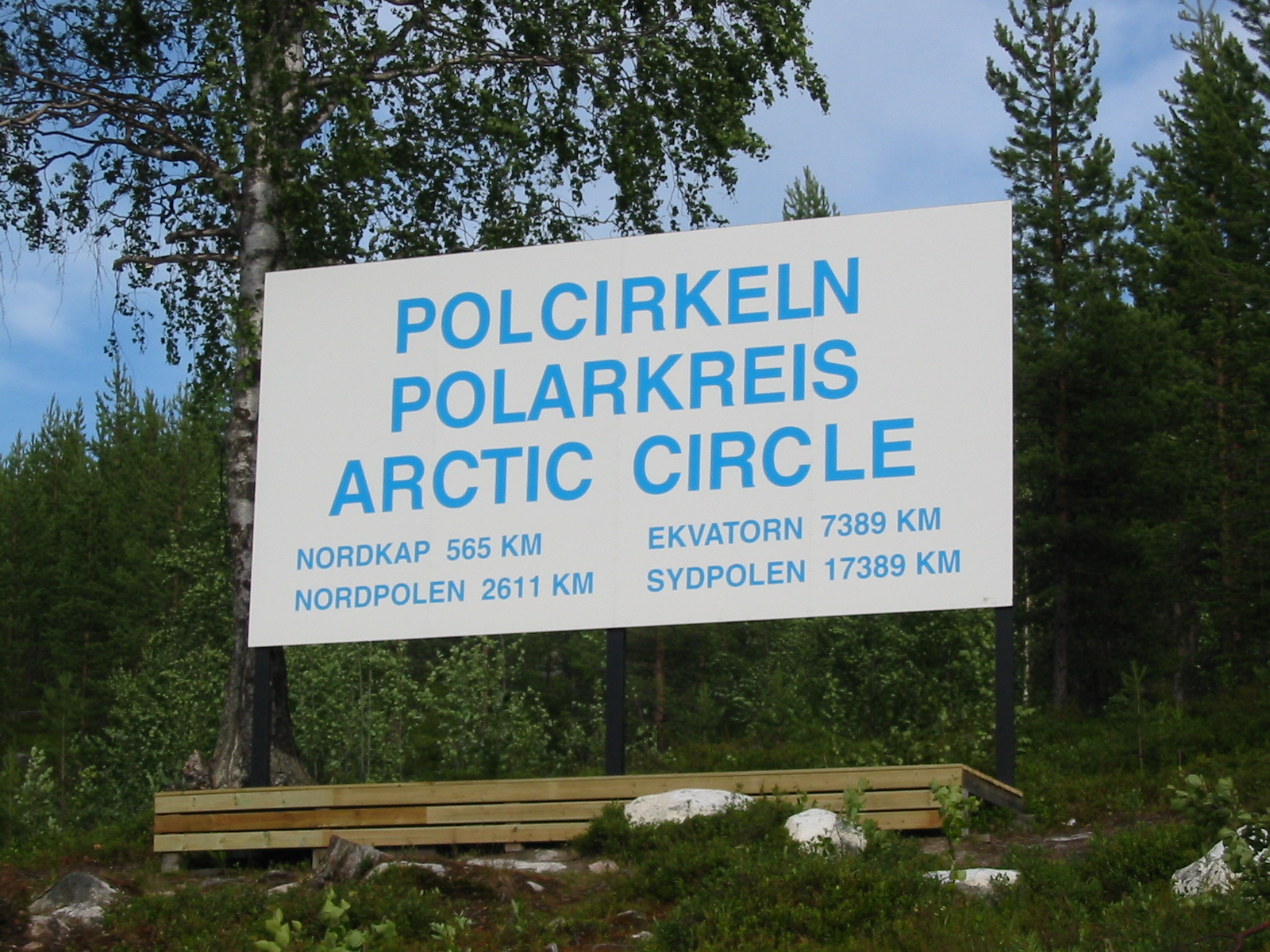
Inlandsbahn
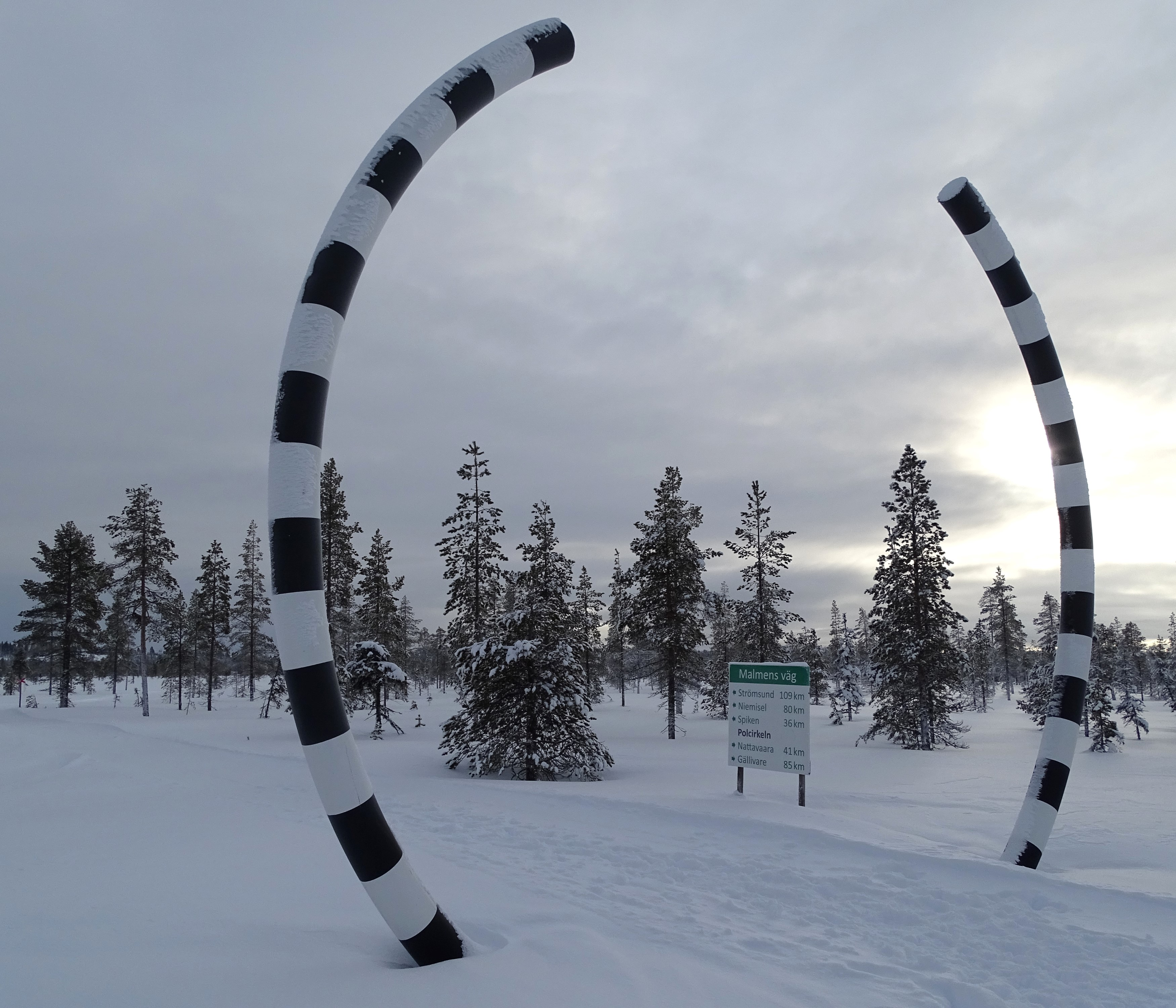
Polcirkeln (Gällivare)
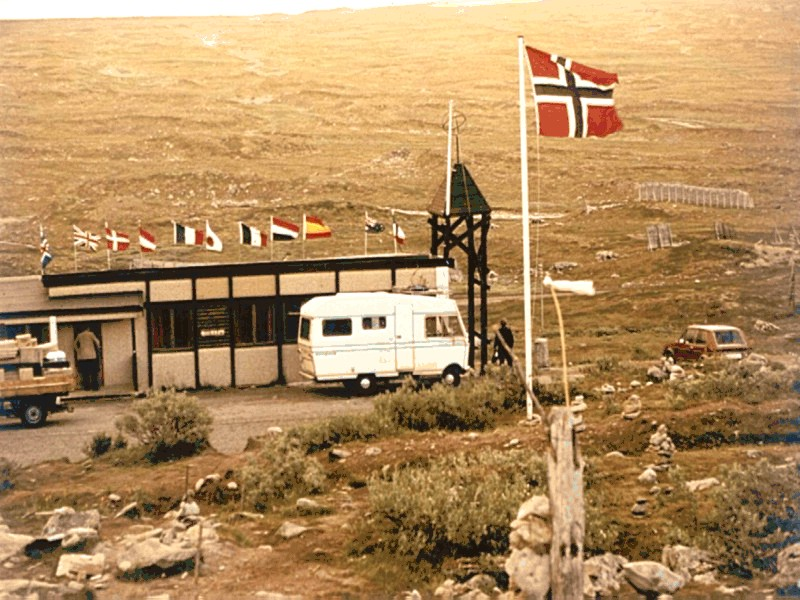
Norwegen (1975)
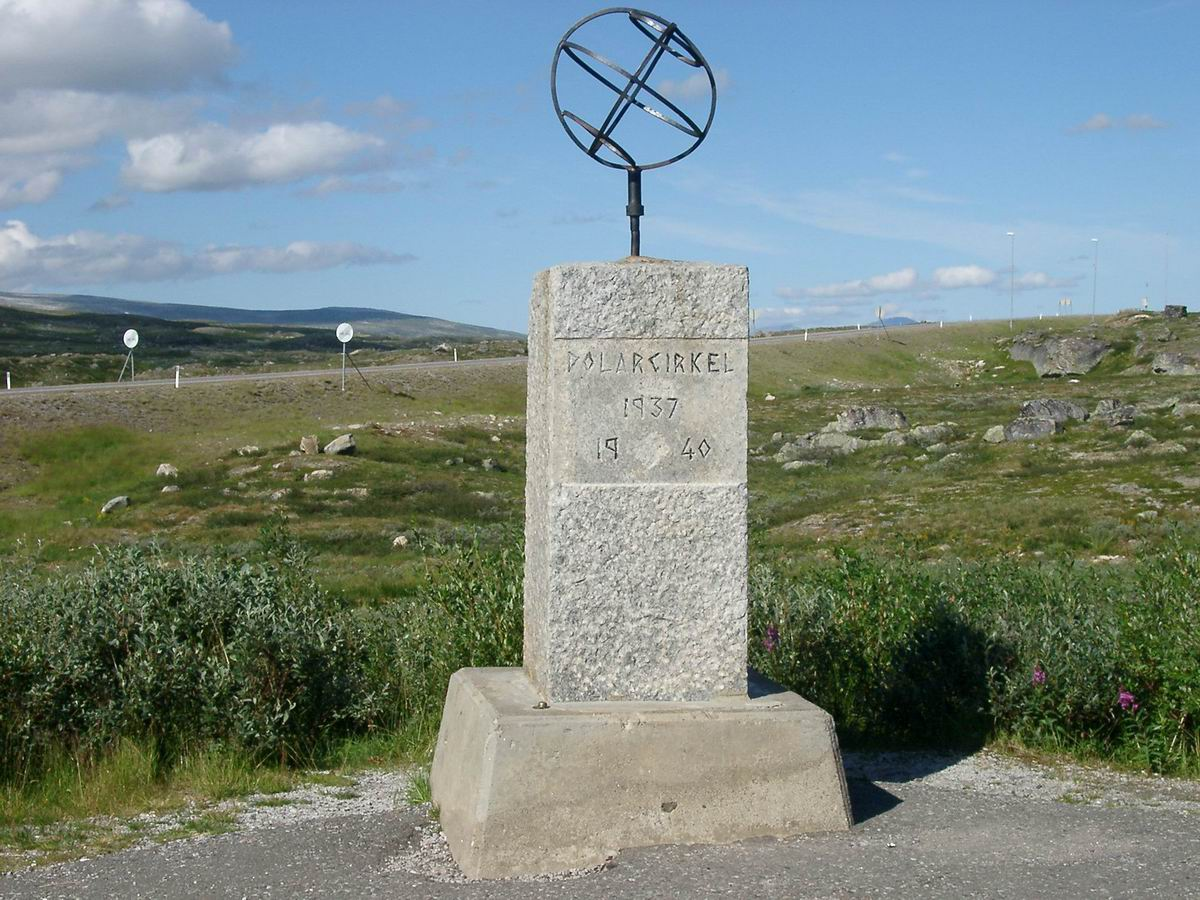
Nordland
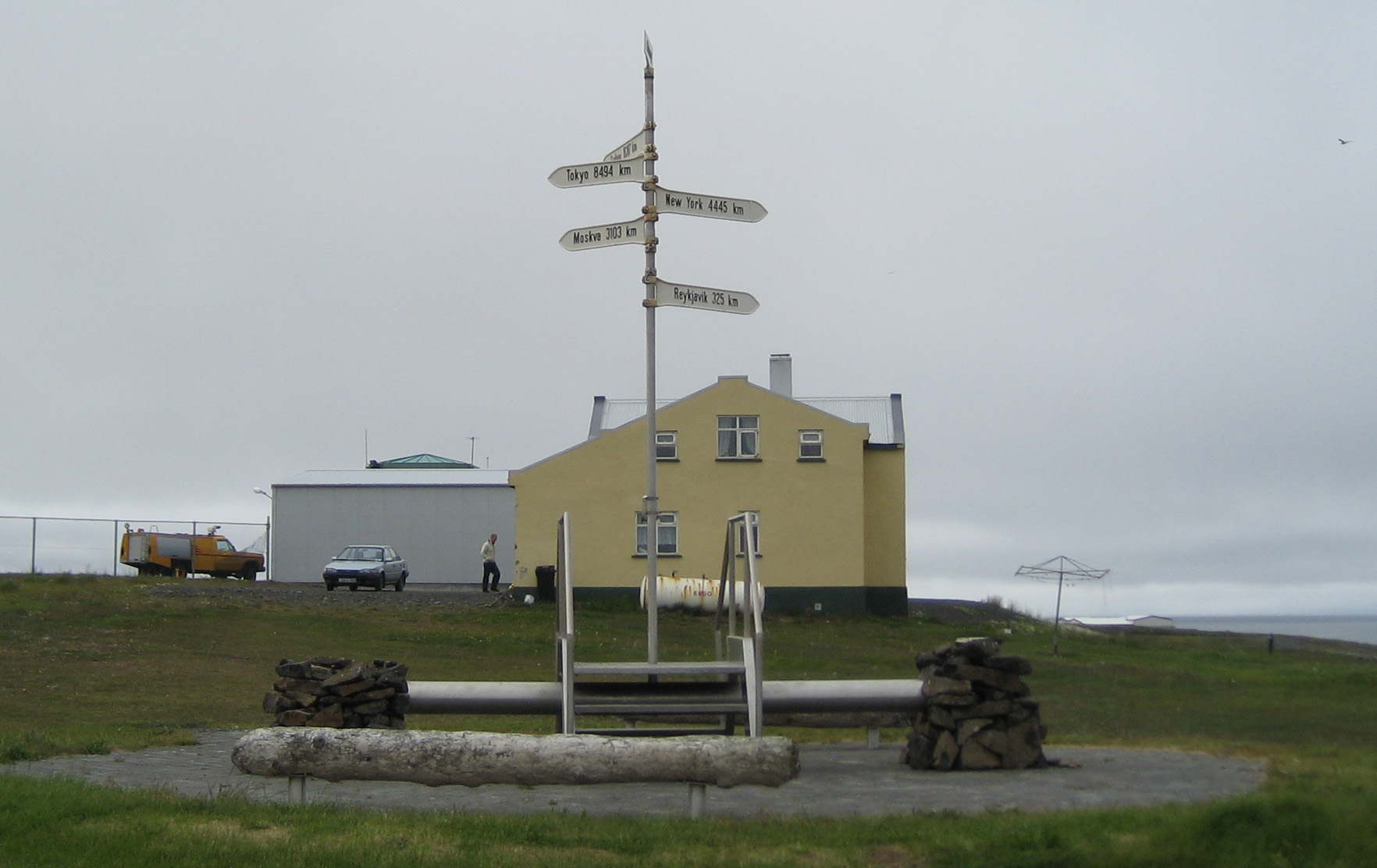
Grímsey
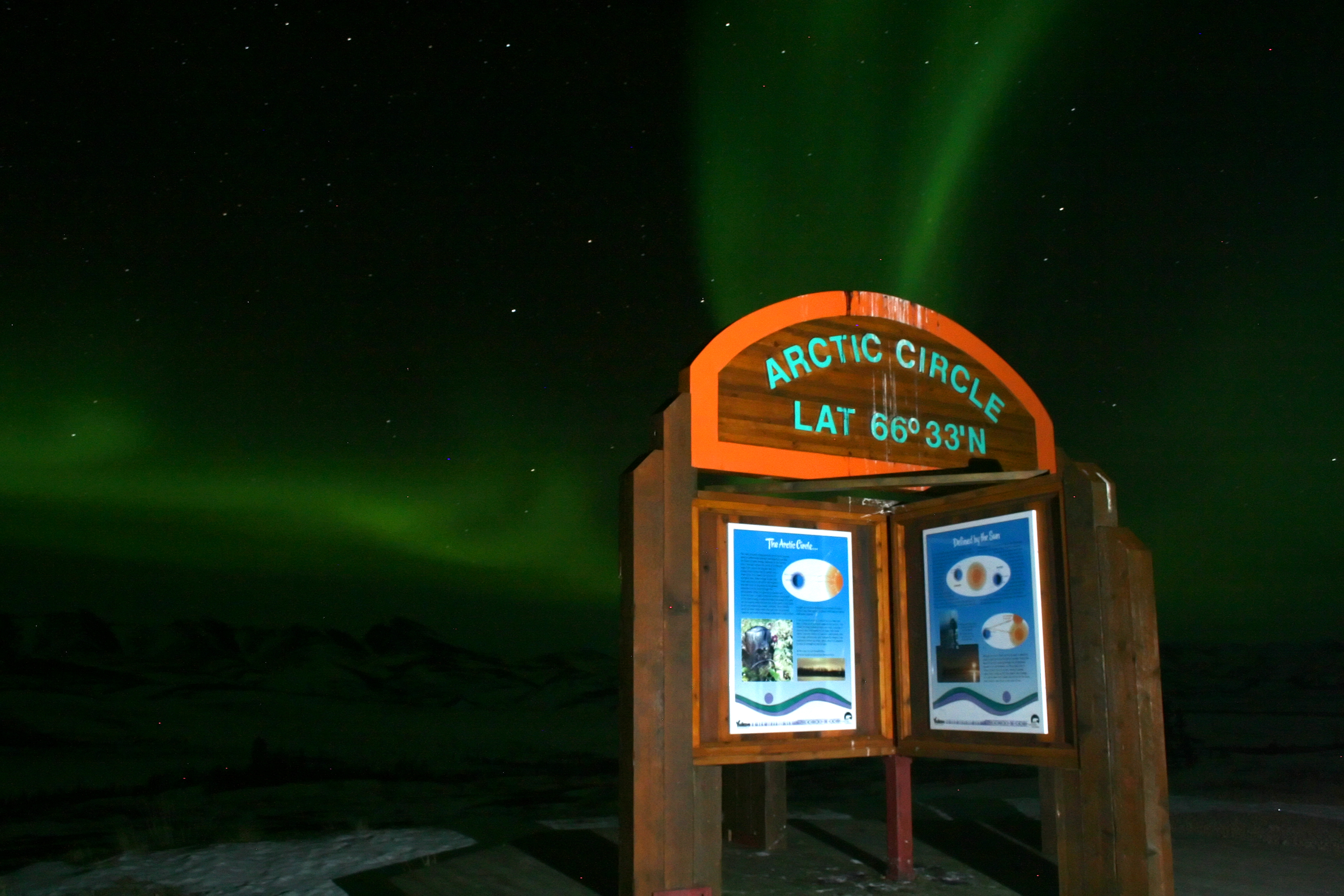
Yukon (Territorium)
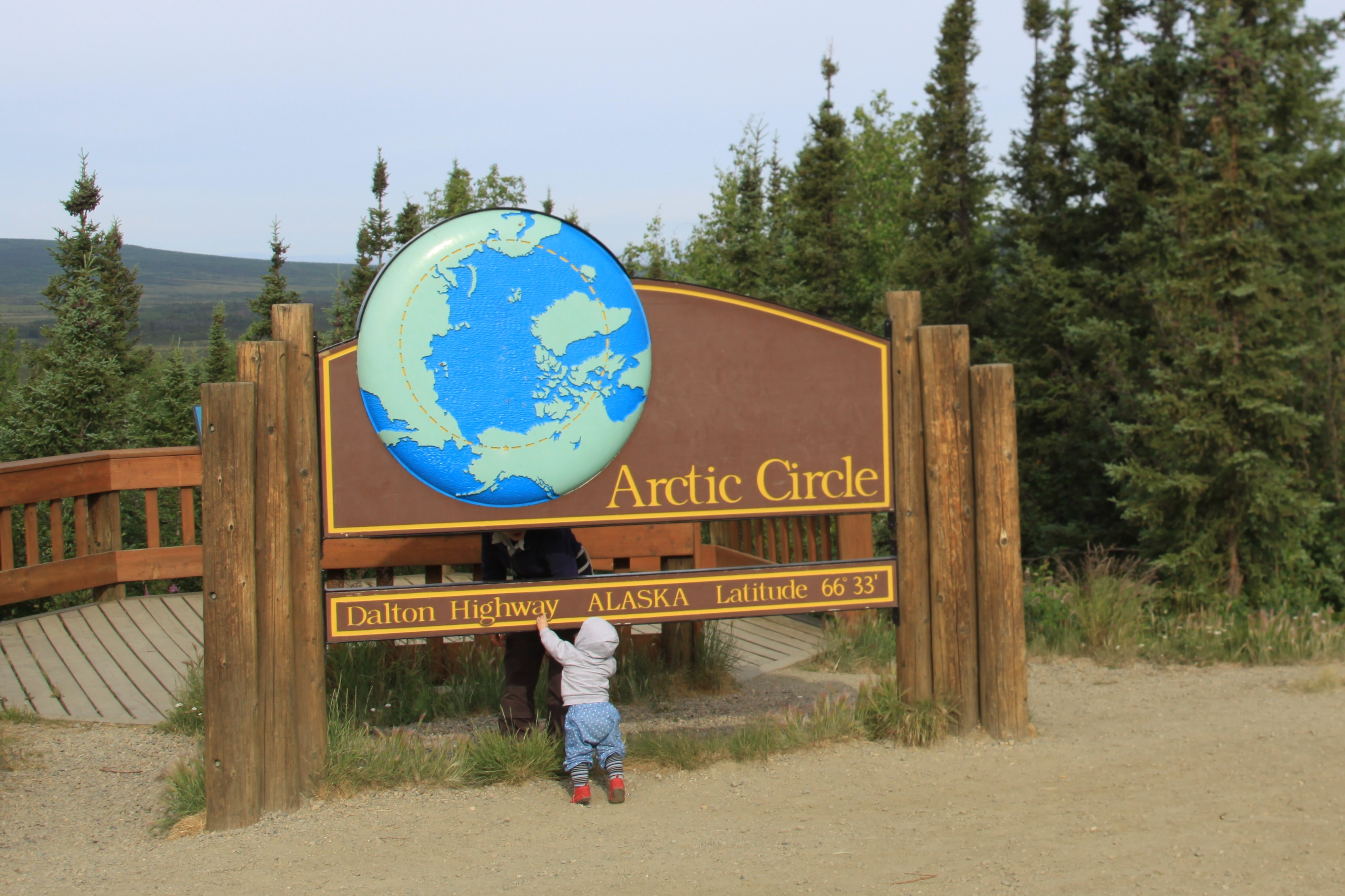
Dalton Highway
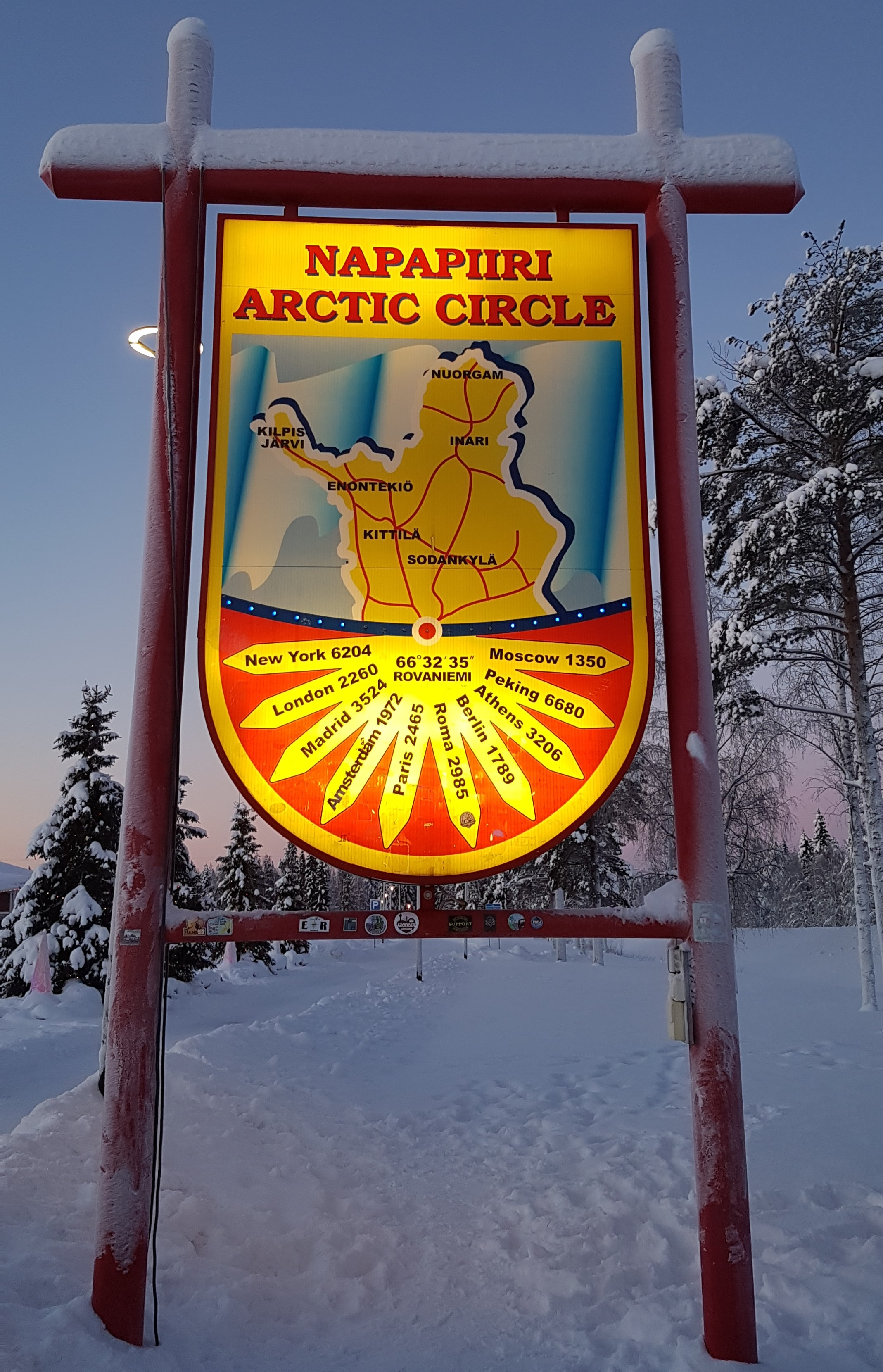
Rovaniemi
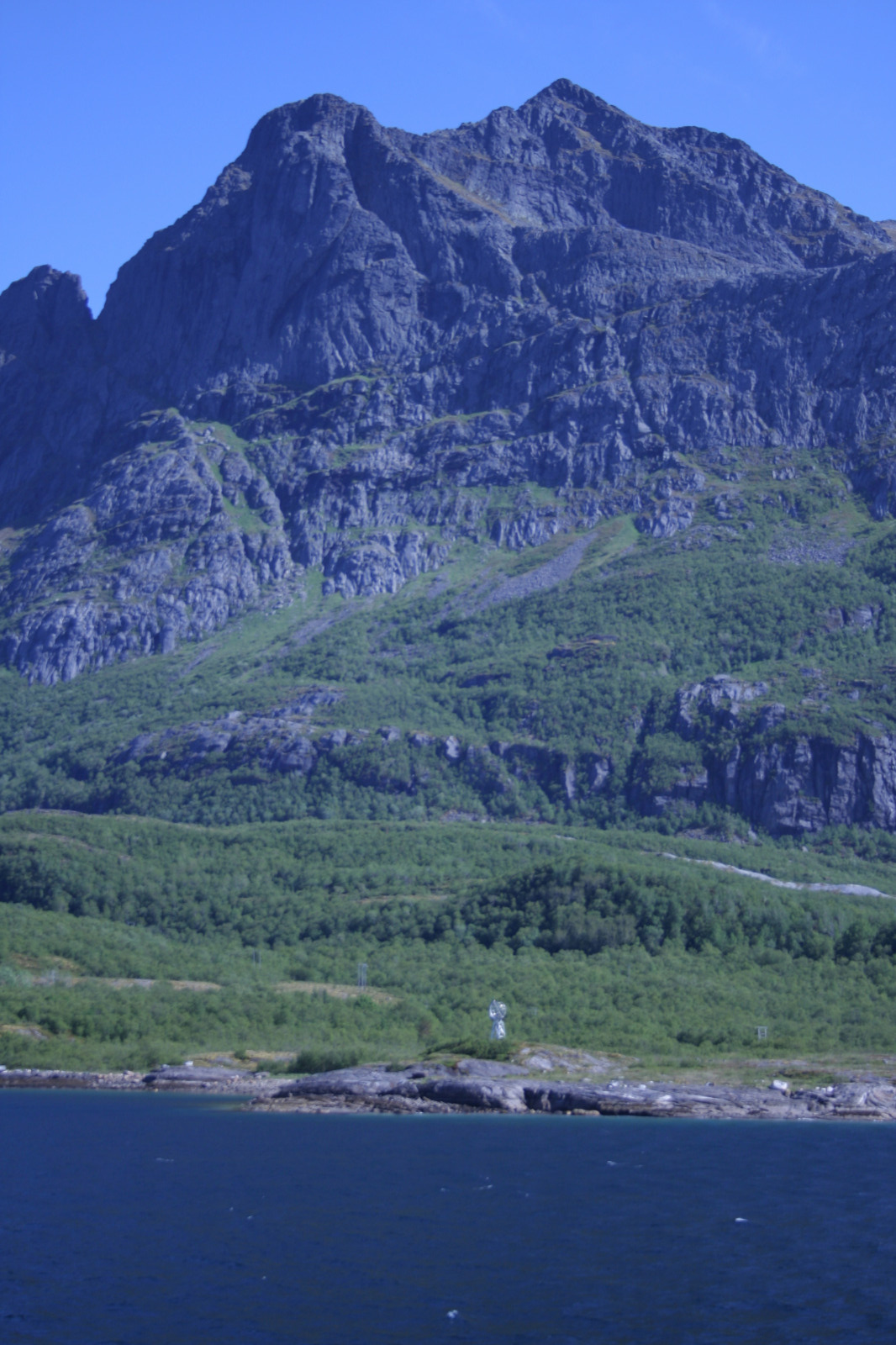
Norwegen Polarkreis
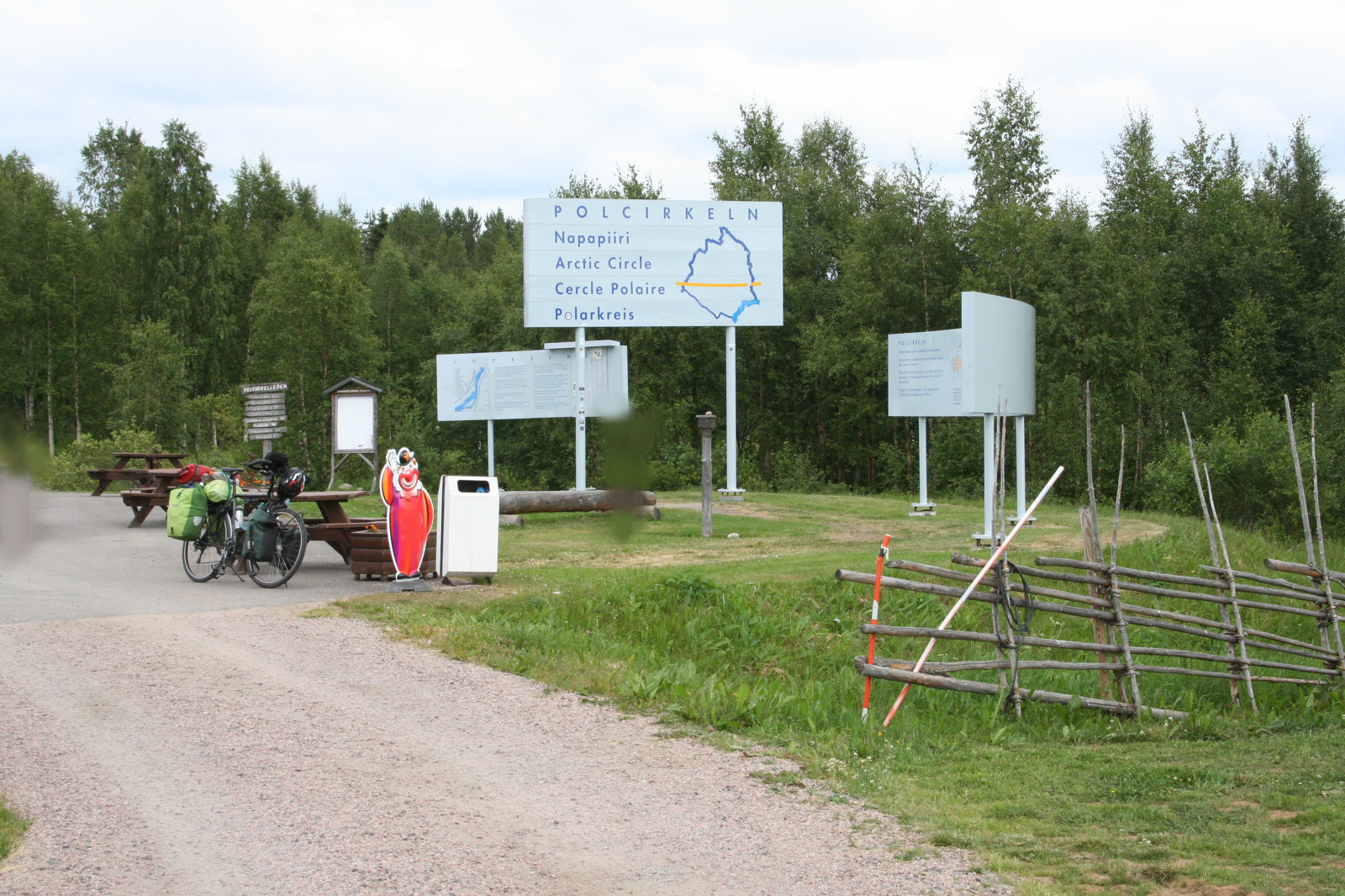
Polarkreis Riksväg 99 Schweden
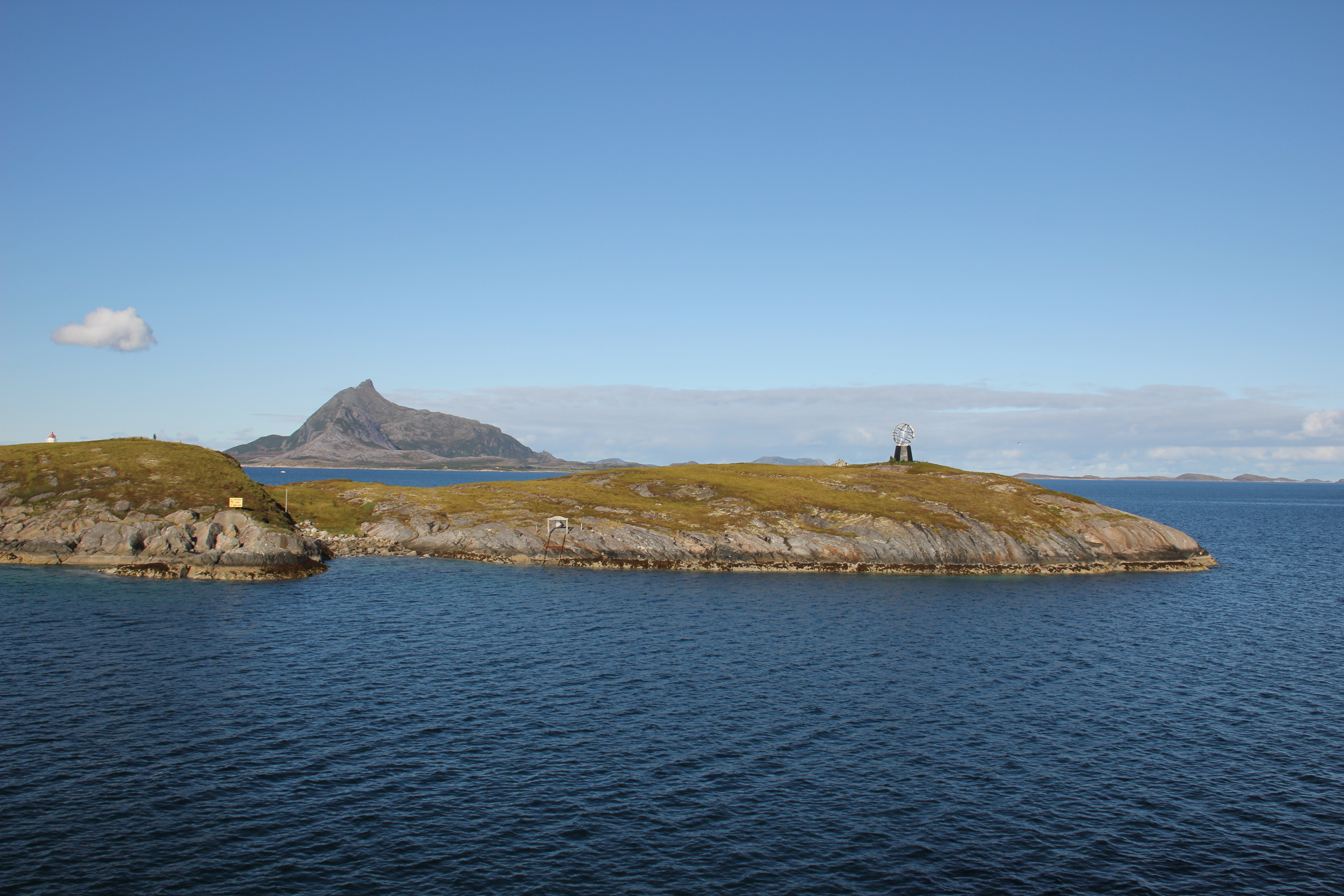
Norwegen: Polarkreiszeichen auf der kleinen Insel Vikingen, im Hintergrund die Felsformation Hestmannen